# Chipilly
Chipilly (picardisch: Chipillin) ist eine nordfranzösische Gemeinde mit 166 Einwohnern (Stand 1. Januar 2022) im Département Somme in der Region Hauts-de-France. Die Gemeinde gehört zum Arrondissement Amiens und ist Teil der Communauté de communes du Val de Somme.

## Geographie
Die Gemeinde liegt am rechten, teilweise Steilhänge bildenden Ufer der hier mäandrierenden Somme gegenüber von Cerisy, rund zwölf Kilometer östlich von Corbie und elf Kilometer südlich von Albert. Sie erstreckt sich nach Norden bis zur Départementsstraße D 1.

## Geschichte

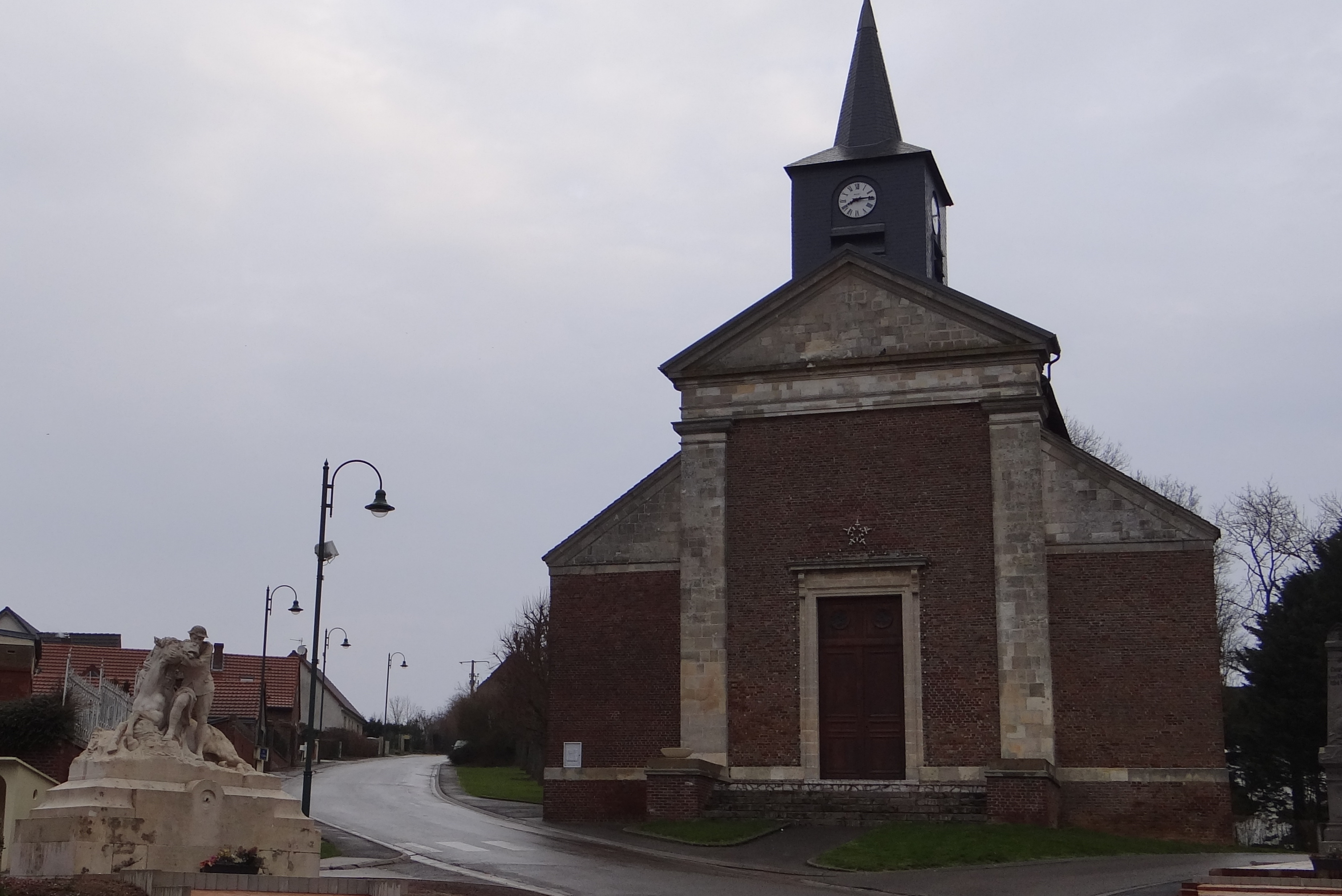
Kirche Saint-Martin

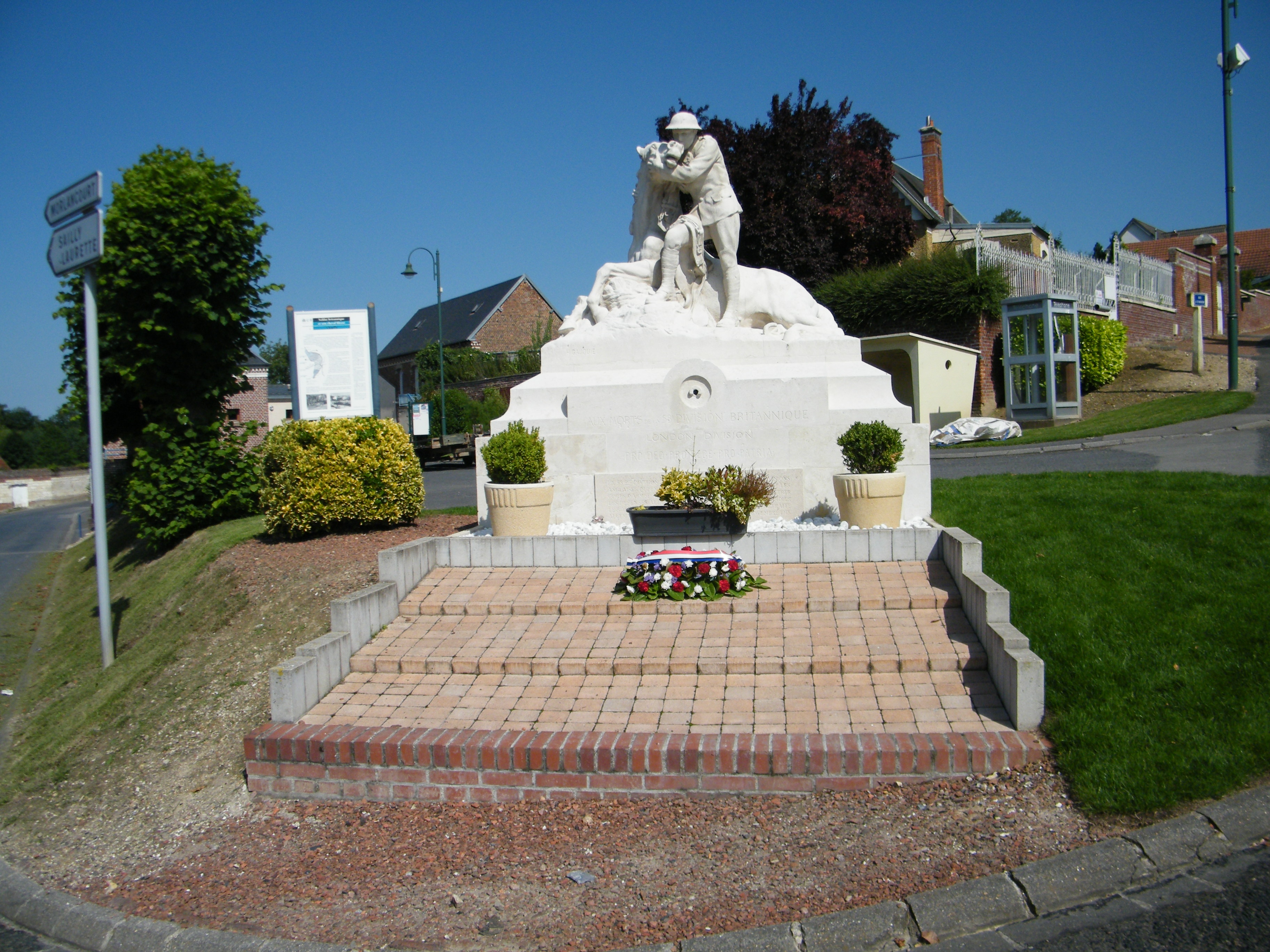
Denkmal für die 58. britische Division

In Chipilly fanden im August 1918 in der Schlacht bei Amiens (1918) schwere Kämpfe statt. Die Gemeinde erhielt als Auszeichnung das Croix de guerre 1914–1918.

## Einwohner
| 1962 | 1968 | 1975 | 1982 | 1990 | 1999 | 2006 | 2018 |
| ---- | ---- | ---- | ---- | ---- | ---- | ---- | ---- |
| 112  | 125  | 120  | 110  | 118  | 135  | 174  | 169  |

## Sehenswürdigkeiten
- Kirche Saint-Martin
- Denkmal für die 58. britische Division von Henri Désiré Gauquié[1]